# المركز العربي لدراسات المناطق الجافة والأراضي القاحلة
المركز العربي لدراسات المناطق الجافة والأراضي القاحلة (المعروف اختصاراً بـ«أكساد»)، من أهم مراكز البحوث التي تتعلق بالزراعة وإدارة الأراضي. تأسس المركز عام 1968 بقرار من جامعة الدول العربية ويقع مقره في دمشق. منظمة عربية متخصصة تعمل ضمن إطار جامعة الدول العربية، بهدف توحيد الجهود القومية لتطوير البحث العلمي الزراعي في المناطق الجافة وشبه الجافة وتبادل المعلومات والخبرات على نحو يمكن من الاستفادة من ثمار التقدم العلمي ونقل وتطوير وتوطين التقنيات الزراعية الحديثة بغية زيادة الإنتاج الزراعي في هذه المناطق.
يشرف على عمل أكساد جمعية عمومية تتألف من وزراء الزراعة العرب الأعضاء في المركز، ومجلس تنفيذي منتخب يتألف من سبعة ممثلين عن سبع دول عربية، ويتوزع العمل فيه على عدة إدارات متخصصة، وهي:
- إدارة دراسات الأراضي واستعمالات المياه
- الدراسات المائية
- دراسات الثروة الحيوانية
- دراسات الثروة النباتية
- دراسات الاقتصاد والتخطيط
- الدراسات المالية والإدارية

## مهام المركز
تتجسد مهام أكساد في مواجهة التحدي الذي تفرضه البيئات الجافة وشبه الجافة ذات الأنظمة الزراعية الهشة فمن خلال توفير المعطيات العلمية والتطبيقية والتقنيات المتقدمة إنتاجاً واقتباساً وتطويراً بما يمكن من التنفيذ الواسع لمهام التنمية الزراعية والاجتماعية والاستعمال الأمثل للموارد الطبيعية المتحددة في المناطق الجافة .
يضطلع أكساد بمسؤولية كبيرة فيما يتعلق باستنباط أصناف جديدة من الحبوب عالية الإنتاجية تحت أحوال الجفاف وتعميمها، وتوفير المصادر الوراثية الموثوقة من الأشجار المثمرة، والمحاصيل الرعوية ، وسلالات الثروة الحيوانية الملائمة للبيئة الجافة العربية، وتحقيق الإدارة المتكاملة للموارد المائية وترشيد استعمالها، والإدارة السليمة لاستعمالات المياه المالحة والعادمة والمعالجة في الزراعة، والحفاظ على البيئة والتنوع الحيوي ومكافحة التصحر، وإعادة إحياء المناطق المتصحرة، وإنشاء قواعد معلومات لموارد المياه والأراضي فضلاً عن الثروتين النباتية والحيوانية .
يجري أكساد بحوثه ودراساته واختباراته في محطاته البحثية المنتشرة في سورية وفي مراكز البحوث بالأقطار العربية، ويربط بين نتائج البحوث والدراسات وبين تطبيقها ونشرها عل نطاق واسع. إن الخبرات المتميزة التي راكمها خلال مسيرته الطويلة والسمعة المرموقة التي حظى بها في الوطن العربي جعلت منه بيت خبرة على المستويين الإقليمي والدولي .
تعمم نتائج البحوث والدراسات من خلال التعاون بين أكساد ومراكز البحوث الزراعية العربية والمنظمات الإقليمية والدولية، وكذلك من خلال المؤتمرات العلمية والدورات التدريبية التي ينظمها في مراكزه التدريبية التي أحدثها، بدءاً من الدورات الجماعية طويلة الأمد إلى فرص التدريب للأفراد، إضافة إلى عقد حلقات عمل وإصدار التقارير والنشرات العلمية المتخصصة. واعتمد أكساد التعاون الفني كإحدى الوسائل الفعالة في تنظيم برامجه وأنشطته من خلال إقامته صلات وروابط وثيقة مع العديد من المنظمات والهيئات العربية والدولية ومراكز البحث العلمي في العديد من دول العالم المتقدم.

## المهام الأساسية
يقوم أكساد بالبحوث والدراسات والتدريب في المجالات التالية:
- حصر وتقييم إمكانات وخصائص الموارد الطبيعية الزراعية.
- حماية الموارد الطبيعية الزراعية من التدهور والتلوث وتمنيتها وتحديد الأشكال والبدائل المثلى لإعادة تأهيل واستثمار المناطق المتدهورة.
- توليد ونقل وتطويع التقانات الزراعية الملائمة بيئياً والمجدية اقتصادياً والمقبولة اجتماعياً بالتعاون مع مراكز البحث والإرشاد الزراعي في الدول العربية.
- حصر وتقييم الخصائص والاجتماعية والاقتصادية للسكان في المناطق الإنتاجية، وتحديد سبل ووسائل رفع كفاءتهم الإنتاجية ومستوى معيشتهم.
- التنمية المتكاملة والمستدامة لمناطق محددة.
- تطوير الكفاءة الإنتاجية للأنواع والسلالات النباتية والحيوانية ومصادر تغذيتها .
- تفعيل دور المرأة الريفية ومشاركتها في عملية التنمية الزراعية.
- رفع كفاءة الكوادر الأطر الفنية الزراعية العربية في مختلف مجالات عمل المركز العربي.
- مراقبة التصحر ومكافحته وإعادة تأهيل المناطق المتصحرة، ومتابعة تنفيذ الاتفاقية الدولية لمكافحة التصحر وتخفيف آثار الجفاف، والتنسيق مع الدول والمنظمات العربية في هذا المجال.[3]

## وصلات خارجية
- الموقع الرسمي